# Kymco ZX 50
Kymco ZX 50 – skuter produkowany przez tajwańską firmę Kymco. Jest poprzednikiem Kymco ZX 51. Wygląda jak typowy miejski skuter. Dzięki niskiej wadze i dosyć sporej ilości koni mechanicznych(jak na skuter) ma dobre osiągi. Ma również duży schowek pod siedzeniem co pozwala na schowanie kasku lub innych rzeczy. Jest tani, co czyni go idealnym wyborem dla krótki przejażdżek z miejsca na miejsce w dość krótkim czasie.

## Dane techniczne
| Model silnika:        | Kymco ZX 50              |
| --------------------- | ------------------------ |
| Typ silnika           | 2-suwowy, jeden cylinder |
| Skrzynia biegów       | Bezstopniowa             |
| Waga                  | 86 kg                    |
| Zapłon                | C.D.I.                   |
| Moc/obr.              | 5 KM/7000 obr./min       |
| Maks. moment obrotowy | 4,9 Nm                   |
| Sposób chłodzenia     | powietrze                |
| Paliwo                | 92 lub 95 benzyna        |
| Długość               | 1883 mm                  |
| Szerokość             | 690 mm                   |
| Wysokość              | 1190 mm                  |
| Prędkość maksymalna   | 90 km/h                  |
| Pojemność zbiornika   | 5l                       |